# Mané Jiménez
José Manuel Jiménez Ortiz (Algeciras, España, 21 de diciembre de 1981) es un exfutbolista español. Se desenvuelve en la banda izquierda habitualmente de lateral izquierdo aunque también puede actuar por delante tanto de interior como de extremo.  
Una vez retirado, ejerció el cargo de secretario técnico en el Algeciras C.F. donde también se puso a cargo del equipo como segundo entrenador y consiguiendo el ansiado ascenso a Segunda División B.

## Trayectoria
Sus primeros pasos los dio en el año 2000 en la Real Balompédica Linense de La Línea de la Concepción, donde ya comenzaba a apuntar maneras.
En el año 2001 ficha por el Atlético de Madrid, donde va cedido un año al Díter Zafra para jugar en Segunda División B pero a los seis meses lo vuelve a repescar para su filial, llegando a debutar con el primer equipo en partido oficial en la  Copa del Rey.
Después de dos temporadas y media en el equipo madrileño, se va cedido al desaparecido Ciudad de Murcia, Segunda División A, quedando en cuarto lugar a un paso del ascenso.  
En 2006 ficha por la UD Almería, con la cual logra ascender a Primera División.
En 2009 ficha por el Getafe CF y tras cuatro temporadas finaliza su contrato con el club de la Comunidad de Madrid en junio de 2013.  
En julio de 2013 ficha por el equipo israelí Maccabi Tel Aviv FC
En enero de 2014 regresa a la UD Almería, donde prácticamente pone punto final a su carrera profesional tras más de ocho años en Primera División. 
El 28 de noviembre de 2016 ficha por el equipo de su tierra, el Algeciras CF.

## Clubes
Actualizado a 21 de septiembre de 2015
| Club                     | País   | Año       | Partidos* | Goles* |
| ------------------------ | ------ | --------- | --------- | ------ |
| Real Balompédica Linense | España | 2000-2001 | 12        | 1      |
| Díter Zafra              | España | 2001-2002 | 8         | 1      |
| Atlético de Madrid B     | España | 2002-2005 | 68        | 15     |
| Ciudad de Murcia         | España | 2005-2006 | 41        | 3      |
| U. D. Almería            | España | 2006-2009 | 102       | 9      |
| Getafe CF                | España | 2009-2013 | 101       | 5      |
| Maccabi Tel Aviv FC      | Israel | 2013-2014 | 5         | 0      |
| U. D. Almería            | España | 2014-2015 | 10        | 1      |

(*) Incluyendo campeonatos nacionales e internacionales.